# Classe de Pontryagin
Em matemática, as classes de Pontryagin são certas classes características. A classe de Pontryagin situa-se em grupos de cohomologia com índice em um múltiplo de quatro. Aplica-se a fibrados vetoriais reais.